# Жар-цвет (творческое объединение)
«Жар-цвет» — творческое объединение художников и графиков из Москвы и Ленинграда.

## История
Объединение было основано в Москве в декабре 1923 года по инициативе К. В. Кандаурова, в его состав входили в основном бывшие члены «Мира искусства» (К. Ф. Богаевский, А. Е. Архипов, М. А. Волошин, В. А. Ватагин, О. Л. Делла-Вос-Кардовская, М. В. Добужинский, Д. И. Митрохин, П. И. Нерадовский, А. П. Остроумова-Лебедева, К. С. Петров-Водкин, Н. Э. Радлов, В. Д. Фалилеев, В. Г. Орлов и др.). В «Жар-цвет» вступил также ряд бывших членов «Московского салона» — М. А. Добров, И. И. Захаров, А. Э. Миганаджиан, М. Е. Харламов и т. д. Название общества «жар-цвет» — это никому не видимый цветок папоротника. Члены объединения старались работать в духе традиций «Мира искусства»; в качестве программного требования был учреждён «композиционный реализм на основе художественного мастерства». Отличительной чертой их творчества было качество живописи и рисунка, а также стремление к декоративной стилизации. Их также объединяло внимание к вопросам художественного мастерства, к культуре живописи и рисунка, к традиционной форме картины. По словам искусствоведа А. А. Сидорова: 
[Они] объединены наиболее чётко […] влечением к картине, к композиции, поскольку в последней дан противовес «этюду», столь торжествующему в современной живописи.
 Заседания проводились в Центральном доме работников искусств (в то время находился на улице Герцена, 19). «Жар-цвет» работал в основном как выставочное объединение. В Москве было организовано пять выставок коллектива (общее количество участников — 120): в 1924—1926 годах — в Доме учёных, в 1928 и в 1929 году — в МГУ. Объединение распалось в 1929 году.